# 帕米尔白刺
帕米尔白刺（学名：Nitraria pamirica）为蒺藜科白刺属下的一个种。其种加词“pamirica”意为“帕米尔的”。